# Uppdragsutbildning
Uppdragsutbildning är utbildning som en huvudman, exempelvis en arbetsgivare, köper av ett lärosäte. För uppdragsutbildningar i Sverige gäller inte Högskolelagen eller Högskoleförordningen, utan regleras av Förordning om uppdragsutbildning vid universitet och högskolor (SFS 2002:760). 
Därutöver finns föreskrifter av UHR om uppdragsutbildning vid universitet och högskolor (HSVFS 2013:11).  Vissa längre uppdragsutbildningar är poänggivande och har då kursplan(er), men behöver inte ha samma behörighetskrav som motsvarande högskoleutbildning, och behöver inte kräva högskolebehörighet. Den som genomgått en poänggivande uppdragsutbildning kan under vissa förutsättningar tillgodoräkna sig utbildningen som högskoleutbildning.